# ATV Offroad Fury 4
ATV Offroad Fury 4 es un videojuego de carreras, desarrollado por Climax Racing y lanzado el 31 de octubre de 2006 para la PlayStation 2. Este es la cuarta entrega de la serie ATV Offroad Fury, y es precedido por ATV Offroad Fury 3.

## Características
ATV Offroad Fury 4 considera la introducción de nuevos vehículos por ejemplo Motocicletas MX, Trophy Trucks y Buggies de arena junto a los ATV existentes, esto permite que el juego incluya hasta 50 modos de campeonato. Además de gráficos mejorados, también tiene 60 pistas adicionales y juego en línea mejorado.
ATV Offroad Fury 4 incluye nuevos minijuegos, tales como "Ice Hockey" (introducido en ATV Offroad Fury 2), "Scavenger Hunt", "King Of The Hill", "Bowling", y "Ring of Fire".